# '92世界民話博IN遠野
'92世界民話博IN遠野（'92せかいみんわはくINとおの）は、1992年7月4日から8月31日まで岩手県で開催された博覧会。

## 概要
遠野を日本だけでなく世界全体での民話や民族学のメッカにするために開かれた特殊な地域博覧会であった。
日本の語り手たちのライブや、遠野物語をはじめとする日本や世界の民話を映像化したり、柳田国男記念展を開くなど様々な知的感覚をもって「目で見る博覧会」をコンセプトとした。
会場は2つに分かれており、メインの市民センターを第1会場にし、常設会場や催し物、昔話村などを作った。第2会場には伝承館、カッパ館、たかむろ水光園を設けた。世界民話・日本民話の展示やお化け・妖怪展も開かれ、昔話村と伝承館で世界・日本の語り手ライブが行われた。
また、民話劇や民話紙芝居、民話絵画展なども開催され、遠野物語に関するグッズなどが販売された。
テーマは「民話のふるさと遠野でメルヘン・ロマン叙情の文化博」。